# Cytiva
Cytiva är ett amerikanskt företag i life science-branschen. Det grundades av Danaher Corporation 2020 när de köpte GE Healthcare Life Sciences, och har en stor del av sina rötter i Pharmacia Biotech i Uppsala.
De arbetar med lösningar och tjänster för diagnos, behandling, övervakning av patienter samt tillverkning av bioläkemedel. Cytiva hade 6500 anställda globalt (2021). Danaher ägde Pall Corporation och dess medicintekniska del uppgick i Cytiva, men fortsatte använda varumärket Pall.
'I den logotyp som skapades efter Danahers uppköp återinfördes droppen som Pharmacia introducerade i sin logotyp på 1960-talet, men som togs bort av General Electric.

## Sverige
I Uppsala är Cytiva med sina 1600 personer den största privata arbetsgivaren. Företaget har även omfattande verksamhet i Umeå.